# Illice tessellata
Illice tessellata là một loài bướm đêm thuộc phân họ Arctiinae, họ Erebidae.